# 一色行雄
一色行雄，日本东京都人，海上自衛隊將領。
畢業於日本海军兵学校第七十五期。1952年，加入日本自卫队前身部隊，曾在自卫队幕僚监部监理课任职。之后历任造船班班长、比睿舰舰长、第二十三护卫舰队司令、第一术科学校教育第一部部长。1980年2月15日，担任海上自卫队海上自衛隊第4護衛隊群司令。1981年7月1日退役。